# Жемчужный (Тамбовская область)
Жемчу́жный — посёлок в Ржаксинском районе Тамбовской области России. Входит в состав Чакинского сельсовета.

## География
Посёлок находится на расстоянии 12 км к северу от посёлка городского типа Ржакса, административного центра района, и 64 км к юго-востоку от города Тамбов, административного центра области.

### Часовой пояс
Посёлок Жемчужный, как и вся Тамбовская область, находится в часовой зоне МСК (московское время). Смещение применяемого времени относительно UTC составляет +3:00.

## Население
| 2002 | 2010 |
| ---- | ---- |
| 805  | ↘719 |

### Национальный состав
Согласно результатам переписи 2002 года, в национальной структуре населения русские составляли 95 % из 805 чел.